# Herman Gorter
Herman Gorter (Wormerveer, 26 novembre 1864 – Bruxelles, 15 settembre 1927) è stato un poeta, filosofo e rivoluzionario olandese, uno dei fondatori del Partito Socialista Olandese, oltreché teorico del comunismo consiliarista.

## Biografia
Fu un membro importante dei Tachtigers (il "Movimento degli Ottanta"), un gruppo di scrittori olandesi che lavoravano insieme ad Amsterdam negli anni '80 dell'800 e che si esprimevano soprattutto attraverso la rivista De Nieuwe Gids
Il primo libro di Gorter, un poema epico di quattromila versi, Mei (Maggio), fu pubblicato nel 1889 e lo rese celebre. Mei è considerato l'apice della letteratura impressionista olandese. Subito dopo Gorter scrisse la continuazione del poema, Juni (Giugno), e un libro di poesie brevi intitolato semplicemente Verzen (Versi, 1890), anche questo considerato un capolavoro.
Gorter e i Tachtigers avevano in comune l'interesse per le idee politiche di sinistra: Gorter fu il Tachtiger più impegnato politicamente e diventò un prolifico scrittore di teoria socialista. Nel 1897 entrò nel Partito Laburista Socialdemocratico (Sociaal-Democratische Arbeiderspartij o SDAP). Nel 1909 partecipò allo scisma interno alla SDPA per formare il Partito Socialdemocratico Neerlandese (Sociaal-Democratische Partij), generalmente considerato il primo partito comunista del mondo. Nel 1912 scrisse un nuovo, imponente poema epico intitolato Pan, dove il poeta faceva seguire alla prima guerra mondiale una rivoluzione socialista globale. Nel 1917 celebrò la Rivoluzione russa come l'inizio di quella rivoluzione globale, anche se subito dopo si oppose a Lenin.
Nel 1918 il partito Social-Democratico cambiò il suo nome in Partito Comunista Olandese (Communistische Partij Holland) e nel 1919 Gorter uscì dal partito. Nel 1921 fu uno dei membri fondatori del Partito Comunista Operaio di Germania e diventò uno dei principali sostenitori dell'Internazionale Comunista Operaia (Kommunistische Arbeiter-Internationale, KAI). Gorter morì a Bruxelles nel 1927.
Gorter faceva parte del movimento linguistico e filosofico Significs fondato da Victoria Lady Welby.

## Opere
- 1889 - De interpretatione Aeschyli metaphorarum (Sull'interpretazione delle metafore di Eschilo)
- 1889 - Mei (Maggio)
- 1890 - Verzen (Versi)
- 1895 - Spinoza, Ethica (Spinoza, Etica)
- 1897 - De school der poëzie (La scuola della poesia)
- 1903 - Verzen (Versi)
- 1906 - Een klein heldendicht (Un piccolo poema eroico)
- 1912 - Pan
- 1928 - In memoriam
- 1928 - Verzen (Versi)
- 1930 - Liedjes (Piccoli canti, in tre parti)
- 1931 - De arbeidersraad (Il consiglio dei lavoratori)
- 1934 - Sonnetten (Sonetti)
- 1935 - De groote dichters (I grandi poeti)